# Brighton & Hove Albion F.C.
Câu lạc bộ bóng đá Brighton & Hove Albion (tiếng Anh: Brighton & Hove Albion Football Club /ˈbraɪtən ən ˈhoʊv/) là một câu lạc bộ bóng đá chuyên nghiệp có trụ sở tại thành phố Brighton and Hove, East Sussex, Anh, thường được gọi đơn giản là Brighton. Câu lạc bộ thi đấu tại Ngoại hạng Anh, giải đấu cao nhất trong hệ thống các giải bóng đá Anh, các trận đấu của họ diễn ra trên sân vận động 30.750 chỗ ngồi Falmer, còn được gọi theo tên nhà tài trợ là Sân vận động American Express Community, hay ngắn gọn là Amex.
Đội có biệt danh là "Seagulls" hay "Albion". Đội có truyền thống thi đấu với màu áo xanh với sọc trắng, trong những năm 1970 đổi sang toàn trắng và trở lại màu truyền thống trong giai đoạn thành công nhất lịch sử những năm 1980. Crystal Palace được coi là đối thủ chính của đội, mặc dù sân bóng của hai đội cách nhau 40 dặm.
Được thành lập năm 1901, Brighton thi đấu những mùa giải chuyên nghiệp đầu tiên ở Southern League trước khi được chọn để thi đấu tại Football League năm 1920. Câu lạc bộ thi đấu đầy hứa hẹn trong giai đoạn 1979 tới 1983 khi họ thi đấu tại First Division vào tới Chung kết Cúp FA 1983, để thua Manchester United sau trận đá lại. Họ sau đó xuống hạng vào cuối mùa.
Do sự quản lý kém, Brighton suýt xuống hạng từ Football League xuống Conference trong năm 1997 và 1998. Ban giám đốc sau đó cứu Brighton khỏi nợ nần. Sau khi lên hạng liên tiếp họ trở lại hạng Nhất năm 2002, và kể từ đó họ thi đấu ở hạng nhất và hạng nhì đến mùa 2016–17. Họ giành quyền lên Premier League lần đầu tiên trong lịch sử vào ngày 17 tháng 4 năm 2017, kết thúc 34 năm vắng bóng tại giải đấu cao nhất của Brighton.

## Tổng quan
Mùa 2017–18, câu lạc bộ thi đấu tại Ngoại hạng Anh, giải đấu cao nhất trong hệ thống các giải bóng đá Anh, các trận đấu của họ diễn ra trên sân vận động 30,750 chỗ ngồi sân Falmer, còn được gọi theo tên nhà tài trợ là Sân vận động American Express Community, hay ngắn gọn là Amex. Họ sẽ có lần đầu ra mắt tại Ngoại hạng Anh vào mùa giải 2017–18 sau khi giành vé lên hạng trực tiếp từ EFL Championship.
Đội có biệt danh là "Seagulls" hay "Albion". Đội có truyền thống thi đấu với màu áo xanh với sọc trắng, trong những năm 1970 đổi sang toàn trắng và trở lại màu truyền thống trong giai đoạn thành công nhất lịch sử những năm 1980. Crystal Palace được coi là đối thủ chính của đội, mặc dù sân bóng của hai đội cách nhau 40 dặm.
Được thành lập năm 1901, Brighton thi đấu những mùa giải chuyên nghiệp đầu tiên ở Southern League trước khi được chọn để thi đấu tại Football League năm 1920. Câu lạc bộ có giai đoạn thi đấu đầy hứa hẹn trong giai đoạn 1979 tới 1983 khi họ thi đấu tại First Division và vào tới Chung kết Cúp FA 1983, để thua Manchester United sau trận đá lại. Họ sau đó xuống hạng vào cuối mùa.
Do sự quản lý kém Brighton suýt xuống hạng từ Football League xuống Conference trong năm 1997 và 1998. Ban giám đốc sau đó cứu Brighton khỏi nợ nần, sau khi lên hạng liên tiếp họ trở lại hạng Nhất năm 2002, và kể từ đó họ thi đấu ở hạng nhất và hạng nhì kể từ đó đến mùa 2016–17, nơi họ giành quyền lên Premier League lần đầu tiên trong lịch sử ngày 17 tháng 4 năm 2017. Kết thúc 34 năm vắng bóng tại giải đấu cao nhất của Brighton.
Sau khi thăng hạng Brighton & Hove Albion đã trải qua 4 mùa giải liên tiếp từ 2017 đến 2021 chiến đấu trụ hạng. Từ mùa giải 2021 đến hết mùa giải 2022-2023, Brighton & Hove Albion đã có những tiến bộ và thay đổi trong lối chơi qua đó đã có những thứ hạng cao hơn qua từng mùa giải, và ở mùa giải 2022-2023 Brighton & Hove Albion kết thúc với vị trí thứ 6 với lối chơi tấn công đẹp mắt giành 18 chiến thắng hòa 8 và thua 12.

## Lịch sử hình thành và phát triển của đội bóng đá Brighton
Brighton là đội bóng có lịch sử phát triển là hơn 100 năm trong nền bóng đá nước Anh. Họ trải qua nhiều những thăng trầm, biến cố và đến nay cũng đã trở thành 1 đội bóng chuyên nghiệp.

### Giai đoạn thành lập
Brighton được thành lập vào năm 1901 với tên gọi đầy đủ nhất là Brighton & Hove Albion. Ngay từ những ngày đầu thành lập cho đến năm 2000, Brighton thi đấu ở nhiều giải đấu khá hấp dẫn và quan trọng. Trong đó có nhiều giải đấu mà đội bóng đã gặt hái được thành công vang dội cho mình. Nhờ vậy mà tên tuổi của Clb bóng đá Brighton được đẩy cao trên bảng xếp hạng.

### Giai đoạn cuối thế kỷ 20
Brighton với hơn 100 năm hình thành và phát triển
Đây là thời điểm mà câu lạc bộ Brighton gặp những vấn đề trục trặc về nhân sự và tài chính. Tuy nhiên những khủng hoảng này chỉ diễn ra trong 1 thời gian ngắn đến năm 1997. Brighton đã được đội ngũ ban giám đốc của đội bóng kéo ra khỏi nguy cơ bị tan rã.

### Giai đoạn 2001 – 2002
Đến giai đoạn này, Brighton đang trên đà lấy lại phong độ cho đội bóng của mình. Cụ thể là họ đã vươn mình lên vị trí thứ 2 trên BXH. Đặc biệt  năm 2011, Brighton chính thức có được Falmer là sân nhà thi đấu của mình.
Đến năm 2016 – 2017, Brighton đã nhận được tấm vé để tham dự giải đấu Ngoại hạng anh lớn nhất thế giới. Đây cũng chính là mùa giải đầu tiên mà Brighton đứng được ở vị trí thứ 2 ở giải hạng nhất để được thăng hạng cho mình.

### Giai đoạn 2017 đến nay
Trong 5 năm trở lại đây, Brighton liên tục thi đấu ở đấu trường Ngoại hạng anh. Đến nay tên tuổi của đội bóng là điều mà bất cứ fan hâm mộ bóng đá nào cũng biết đến. Đây chính là 1 trong những thành công mà Brighton có được sau nhiều năm hoạt động, thi đấu và nỗ lực của 1 thế hệ các cầu thủ.

## Cầu thủ

### Đội hình hiện tại
Tính đến 1 tháng 2 năm 2024
Ghi chú: Quốc kỳ chỉ đội tuyển quốc gia được xác định rõ trong điều lệ tư cách FIFA. Các cầu thủ có thể giữ hơn một quốc tịch ngoài FIFA.
| Số | VT | Quốc gia | Cầu thủ                 |
| -- | -- | -------- | ----------------------- |
| 1  | TM | Hà Lan   | Bart Verbruggen         |
| 2  | HV | Ghana    | Tariq Lamptey           |
| 3  | HV | Brasil   | Igor Julio              |
| 4  | HV | Anh      | Adam Webster            |
| 5  | HV | Anh      | Lewis Dunk (đội trưởng) |
| 6  | TV | Anh      | James Milner            |
| 7  | TV | Anh      | Solly March             |
| 9  | TĐ | Brasil   | João Pedro              |
| 10 | TĐ | Paraguay | Julio Enciso            |
| 11 | TV | Scotland | Billy Gilmour           |
| 13 | TV | Đức      | Pascal Groß (đội phó)   |
| 14 | TV | Anh      | Adam Lallana            |
| 15 | TV | Ba Lan   | Jakub Moder             |
| 18 | TĐ | Anh      | Danny Welbeck           |

| Số | VT | Quốc gia         | Cầu thủ                           |
| -- | -- | ---------------- | --------------------------------- |
| 19 | HV | Argentina        | Valentín Barco                    |
| 20 | TV | Cameroon         | Carlos Baleba                     |
| 22 | TV | Nhật Bản         | Mitoma Kaoru                      |
| 23 | TM | Anh              | Jason Steele                      |
| 24 | TV | Bờ Biển Ngà      | Simon Adingra                     |
| 28 | TĐ | Cộng hòa Ireland | Evan Ferguson                     |
| 29 | HV | Hà Lan           | Jan Paul van Hecke                |
| 30 | HV | Ecuador          | Pervis Estupiñán                  |
| 31 | TĐ | Tây Ban Nha      | Ansu Fati (cho mượn từ Barcelona) |
| 34 | HV | Hà Lan           | Joël Veltman                      |
| 38 | TM | Canada           | Tom McGill                        |
| 40 | TV | Argentina        | Facundo Buonanotte                |
| 41 | TV | Anh              | Jack Hinshelwood                  |

### Cho mượn
Ghi chú: Quốc kỳ chỉ đội tuyển quốc gia được xác định rõ trong điều lệ tư cách FIFA. Các cầu thủ có thể giữ hơn một quốc tịch ngoài FIFA.
| Số | VT | Quốc gia | Cầu thủ                                              |
| -- | -- | -------- | ---------------------------------------------------- |
| 8  | TV | Đức      | Mahmoud Dahoud (tại Stuttgart đến hết mùa giải)      |
| 16 | TM | Hà Lan   | Kjell Scherpen (tại Sturm Graz đến hết mùa giải)     |
| 17 | TV | Colombia | Steven Alzate (tại Standard Liège đến hết mùa giải)  |
| 19 | TV | Ecuador  | Jeremy Sarmiento (tại Ipswich Town đến hết mùa giải) |
| 21 | TĐ | Đức      | Deniz Undav (tại Stuttgart đến hết mùa giải)         |

| Số | VT | Quốc gia  | Cầu thủ                                             |
| -- | -- | --------- | --------------------------------------------------- |
| 26 | TV | Thụy Điển | Yasin Ayari (tại Blackburn Rovers đến hết mùa giải) |
| —  | TM | Anh       | Carl Rushworth (tại Swansea City đến hết mùa giải)  |
| —  | TV | Ba Lan    | Kacper Kozłowski (tại Vitesse đến hết mùa giải)     |
| —  | TV | România   | Adrian Mazilu (tại Vitesse đến hết mùa giải)        |
| —  | TĐ | Sénégal   | Abdallah Sima (tại Rangers đến hết mùa giải)        |

## Huấn luyện viên
- John Jackson 1901–1910
- Frank Scott-Walford 1905–1908
- Jack Robson 1908–1914
- Charlie Webb 1919–1947
- Tommy Cook 1947
- Don Welsh 1947–1951
- Billy Lane 1951–1961
- George Curtis 1961–1963
- Archie Macaulay 1963–1968
- Freddie Goodwin 1968–1970
- Pat Saward 1970–1973
- Brian Clough 1973–1974
- Peter T. Taylor 1974–1976
- Alan Mullery 1976–1981
- Mike Bailey 1981–1982
- Jimmy Melia 1982–1983
- Chris Cattlin 1983–1986
- Alan Mullery 1986–1987
- Barry Lloyd 1987–1993
- Liam Brady 1993–1995
- Jimmy Case 1995–1996
- Steve Gritt 1996–1998
- Brian Horton 1998–1999
- Jeff Wood 1999
- Micky Adams 1999–2001
- Peter J. Taylor 2001–2002
- Martin Hinshelwood 2002
- Steve Coppell 2002–2003
- Mark McGhee 2003–2006
- Dean Wilkins 2006–2008
- Micky Adams 2008–2009
- Russell Slade 2009
- Gus Poyet 2009–2013
- Óscar García 2013–2014
- Sami Hyypiä 2014
- Chris Hughton 2014–2019
- Graham Potter 2019–2022
- Roberto De Zerbi 2022–

## Ban huấn luyện hiện tại
| Vị trí                                  | Tên                                                      |
| --------------------------------------- | -------------------------------------------------------- |
| Huấn luyện viên trưởng                  | Roberto De Zerbi                                         |
| Trợ lý huấn luyện viên trưởng           | Andrea Maldera                                           |
| Huấn luyện viên đội một                 | Andrew Crofts                                            |
| Trợ lý huấn luyện viên thể thao đội một | Marcattilio Marcattilii Vincenzo Teresa Agostino Tibaudi |
| Huấn luyện viên thủ môn                 | Ricard Segarra                                           |
| Trợ lý huấn luyện viên thủ môn          | Jack Stern                                               |
| Huấn luyện viên chuyên nghiệp           | Nick Stanley                                             |
| Trợ lý huấn luyện viên trưởng           | Enrico Venturelli                                        |
| Huấn luyện viên trưởng đội U-21         | Shannon Ruth                                             |
| Trợ lý HLV trưởng đội U-21              | Shannon Ruth                                             |
| Under 21s Assistant Head Coach          | Gary Dicker                                              |
| huấn luyện viên học viện                | Vic Bragg                                                |
| Quyền trưởng phòng tuyển dụng           | Sam Jewell                                               |
| Trợ lý trưởng phòng tuyển dụng          | Salvatore Monaco                                         |
| Quản lý khoản mượn                      | Gordon Greer                                             |
| Trưởng phòng dịch vụ y tế               | Adam Brett                                               |
| Bác sĩ câu lạc bộ                       | Stephen Lewis                                            |
| Nhà khoa học thể thao                   | Martin Springham                                         |
| Trợ lý vật lý                           | Sam Blanchard                                            |
| Huấn luyện viên thể lực                 | Thomas Barnden                                           |

## Ban lãnh đạo
| Chức vụ            | Tên                                                                          |
| ------------------ | ---------------------------------------------------------------------------- |
| Chủ tịch           | Tony Bloom                                                                   |
| CEO                | Paul Barber                                                                  |
| Giám đốc           | Ray Bloom Derek Chapman Robert Comer Adam Franks Marc Sugarman Peter Godfrey |
| Giám đốc           | Paul Barber                                                                  |
| Giám đốc tài chính | Malcolm Foreman                                                              |
| Chủ tịch danh dự   | Dick Knight                                                                  |
| Thư ký câu lạc bộ  | Derek Allan                                                                  |

Nguồn: Who's Who

## Danh hiệu

Vị trí của Brighton & Hove Albion

### Quốc nội

#### League
- Football League Third Division South/Football League Third Division/Football League Second Division/Football League One

Vô địch (3) 1957–58, 2001–02, 2010–11
- Football League Fourth Division/Football League Third Division/Football League Two

Vô địch (2) 1964–65, 2000–01
- Southern Football League

Vô địch (1) 1909–10

### Cup
- FA Charity Shield

Vô địch (1): 1910
- The Sussex Royal Ulster Rifles Charity Cup[8]

Vô địch: (2) 1959–60, 1960–61

## Màu áo & logo
Trong phần lớn lịch sử của Brighton, họ đã thi đấu với áo sơ mi trắng xanh, thường có sọc, với sự kết hợp khác nhau giữa quần đùi và tất màu trắng và xanh lam, mặc dù điều này đã thay đổi thành toàn màu trắng trong một thời gian ngắn vào những năm 1970 và một lần nữa thành màu xanh lam trong hầu hết các trận đấu của câu lạc bộ. câu thần chú thành công vào những năm 1980.
Kể từ năm 2014, trang phục thi đấu của câu lạc bộ đã được sản xuất bởi Nike. Các nhà sản xuất trước đây bao gồm (1971–74, 1975–80), Admiral (1974–75, 1994–97), Umbro (1975–77), Adidas (1980–87), Spall (1987–89), Sports Express (1989–91), Ribero (1991–94), Superleague (1997–99), và Erreà (1999–2014). Nhà tài trợ áo đấu hiện tại của họ là American Express. Các nhà tài trợ trước đây bao gồm British Caledonian Airways (1980–83), Phoenix Brewery (1983–86), NOBO (1986–91), TSB Bank (1991–93), Sandtex (1993–98), Donatello (1998–99), Skint Records (1999–2008), IT First (2008–11), và BrightonandHoveJobs.com (2011–13).